# Weltfriedensglocke

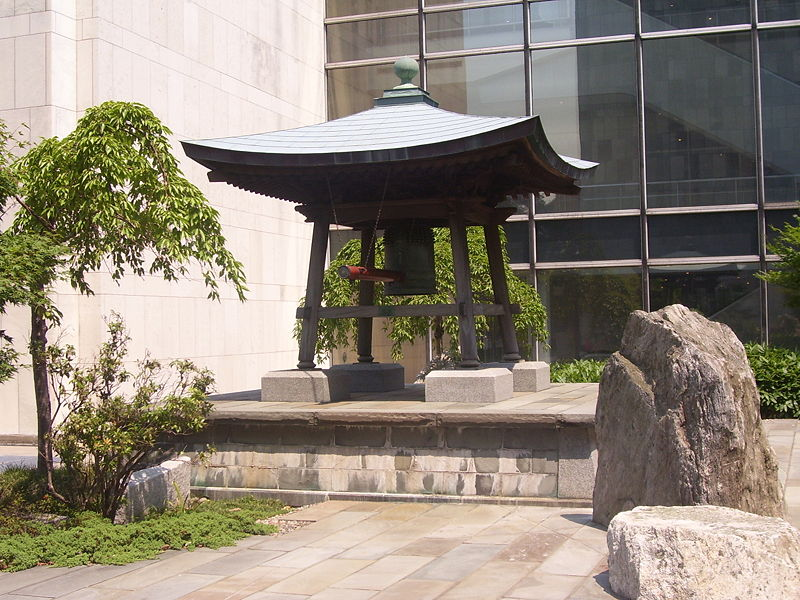
Weltfriedensglocke im Hauptquartier der Vereinten Nationen

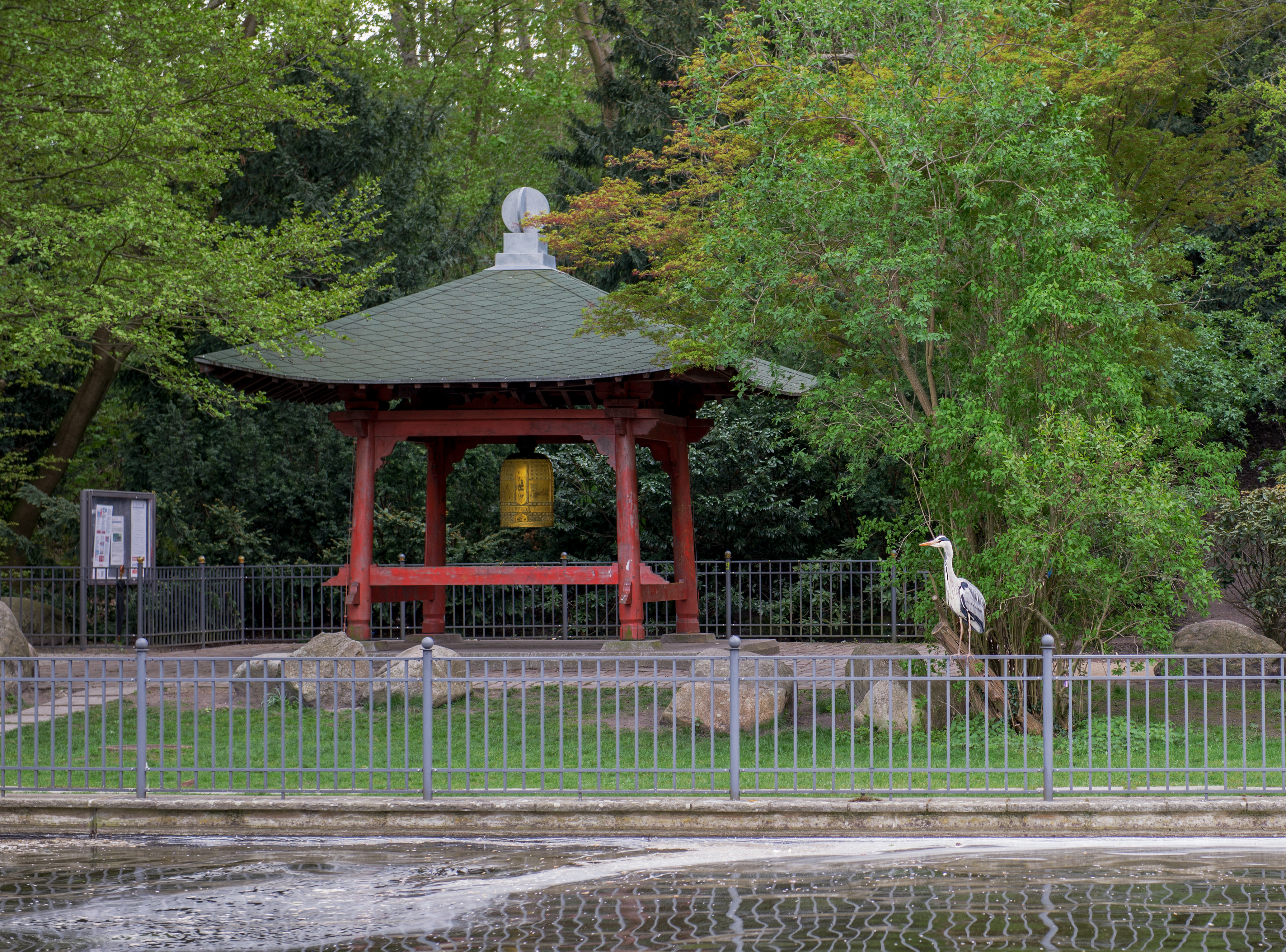
Berliner Weltfriedensglocke

Die Weltfriedensglocke ist ein Symbol für den Wunsch nach Weltfrieden.

## Geschichte
Eine erste Weltfriedensglocke wurde als Geschenk des japanischen Volkes im Jahr 1954 am Sitz der Vereinten Nationen in New York City aufgestellt. Chiyoji Nakagawa, der Schöpfer dieser Glocke, gründete im Jahr 1982 die World Peace Bell Association, rund 25 weitere Glocken in Japan und in anderen Ländern als Gedenkstätten initiiert wurden.
In der Hannoverschen Aegidienkirche hängt ebenfalls eine Japanische Friedensglocke. Diese ist jedoch ein Partnerstadtsgeschenk der Stadt Hiroshima und stammt von der World Peace Bell Association.

## Weltweite Standorte
- Kap Sōya, Hokkaidō, Japan, 1988
- Ishigaki Island, Okinawa, Japan, 1988
- Ankara, Türkei, 1989
- Weltfriedensglocke (Berlin-Friedrichshain), DDR / Deutschland, 1989
- Warschau, Polen, 1989
- Osaka, Japan, 1990
- Tacubaya, Mexiko-Stadt, Mexiko, 1990
- Cowra, New South Wales, Australien, 1992
- Ulaanbaatar, Mongolei, 1993
- Quezon City, Philippinen, 1994
- Wien UNO-City, Österreich, 1995
- Ottawa, Kanada, 1996
- Brasília, Brasilien, 1997
- Buenos Aires, Argentinien, 1998
- Quito, Ecuador, 1999
- Los Angeles, USA, 2001
- Alcobendas, Autonome Gemeinschaft Madrid, Spanien, 2003
- Taschkent, Usbekistan, 2003
- Amagasaki, Japan, 2005
- Christchurch, Neuseeland, 2006
- Hiei-zan, Ōtsu, Japan, 2007
- San Francisco, Argentinien, 2014
- Jerusalem, Israel